# Sainte-Flaive-des-Loups
 Sainte-Flaive-des-Loups  es una población y comuna francesa, en la región de Países del Loira, departamento de Vendée, en el distrito de Les Sables-d'Olonne y cantón de La Mothe-Achard.

## Demografía
| 1271 | 1213 | 1145 | 1399 | 1556 | 1579 |
| Para los censos de 1962 a 1999 la población legal corresponde a la población sin duplicidades (Fuente: INSEE [Consultar]) |      |      |      |      |      |